# Евродиско
Евродиско (на английски: euro disco) е жанр на електронната танцова музика, възникнал в Европа през 1980-те години – електропоп и диско, както и нови техни производни като хай-енерджи (Hi-NRG), италодиско, хаус, европоп и други.

## Термин
Типичният евродиско стил се базира на използването на синтезатор, дръм машина, ярко отчетлив бас, като обичайно вокалното изпълнение е на високи тонове. През 1980-те години музикалният термин рядко се използва в Европа, където тази музика обичайно е прието да се счита за поп- или просто диско-музика, без да се разграничава жанрово и стилово.
През 21 век терминът „евродиско“ основно се употребява, за да отдели особения жанр европейска танцова музика от специфичното итало диско и от редица други късни диско вариации от типа на хай-енерджи (Hi-NRG) и евробийт. Именно в стила евродиско са издържани всички албуми на „Modern Talking“ до разпадането на групата през 1987 г., първият албум на „Bad Boys Blue“ и „Silent Circle“, 5 албума на C.C.Catch, написани от Дитер Болен, както и повечето парчета на Сандра Крету, Сабрина Солерно, Кайли Миноуг, Саманта Фокс, група Joy, няколко песни на „Pet Shop Boys“ и др.

## Разцвет
За класически период на своеобразен „разцвет“ на стила евродиско се приема периода 1984 – 1990 г. Сред най-ярките представители, оказали влияние върху формирането на стила евродиско, е германският композитор Дитер Болен с невероятно успешните му проекти „Modern Talking“, C.C.Catch, „Blue System“ и други. Най-популярно е евродиското в страните от Централна и Източна Европа. Основната продукция евродиско се генерира в т.нар. Стара Европа и по-специално в Мюнхен с неговите музикални студия от 1980-те и 1990-те години.
Някои музикални експерти намират зародишите на евродиското още в края на 1970-те години в някои групи като шведската „ABBA“ и американската певица Дона Съмър.

## През 1990-те години
В началото на 1990-те години популярността на стила постепенно започва да намалява, за да бъде постепенно жанрово трансформиран и погълнат от евроденса. В Европа настъпва разцветът на новия стил Hi-NRG.
В края на 1990-те години в Европа настъпва своеобразен ренесанс в интереса към малко позабравеното евродиско. Някои групи отново се събират, други са реанимирани и отново започват да гастролират с ремиксирани парчета „Modern Talking“ (възстановени наново през 1998 г.), „Silent Circle“ (активно гастролират), C.C.Catch (през 1998 г. след 9-годишно затишие отново започва да напомня за себе си). В тези години към евродиското са добавяни елементи на рап, което явление се среща още от 1987 г. (например в песента на Sabrina „Boys, Boys, Boys“). Групата „Modern Talking“ през 1998 г. реализира в огромен тираж римейк албума си със старите си хитове.

## През 21 век
И през 21 век има групи и изпълнители на евродиско, като „Systems In Blue“ (бивши беквокалисти на Дитер Болен в групата „Modern Talking“ и „Blue System“), Марк Ашли (певец, чийто глас често е бъркан с този на Томас Андерс) и др.
Евродиското е доста популярно в Русия. В САЩ прониква през 1983 г., като само временно намира отзвук по радиостанциите. През 1979 г. в резултат от американската музикална реакция диското е обявено за „мъртво“., но в началото на 1980-те години ознаменува ново успешно присъствие, преплетено по американски с поп и танцова музика, напр. „Call Me“ групите „Blondie“ и „Gloria“ Лора Браниган. Интересното е, че в САЩ считат евродиското за поджанр с името „Втора британска вълна“. Популярност печели Лора Браниган с немския си продуцент Джек Уайт, чиито хитове са продуцирани едновременно и от американеца Джорджо Мородер, ведно с изпълнения на „Berlin“ и Айрин Кара.